# Ащън
Ащън (на английски: Ashton) е град в окръг Фримонт, щата Айдахо, САЩ. Ащън е с население от 1129 жители (2000) и обща площ от 1,4 km². Намира се на 1603 m надморска височина. ЗИП кодът му е 83420, 83447, а телефонният му код е 208.